# Schilderia
Schilderia is een geslacht van weekdieren uit de klasse van de Gastropoda (slakken).

## Soort
- Schilderia achatidea (Gray in G. B. Sowerby I, 1837)